# Ібрагім Ба
Ібрагім Ба (фр. Ibrahim Ba, нар. 12 листопада 1973, Дакар) — французький футболіст сенегальського походження, що грав на позиції півзахисника. Відомий, зокрема, виступами за «Гавр», «Бордо», «Мілан», «Марсель», а також національну збірну Франції.

## Кар'єра
Ібрагім Ба розпочав професійну кар'єру у віці 17 років у французькому «Гаврі», де провів наступні п'ять років. В 1996 році Ба перейшов до «Бордо». З новою командою він дійшов до фіналу Кубка Ліги, де «жирондинці» в серії пенальті поступилися «Страсбуру», та почав викликатися до збірної. Дебют за національну команду відбувся 22 січня 1997 року в матчі проти португальців. 
Влітку 1997-го Ібрагім перейшов до «Мілану», з яким в 1999 році здобув титул чемпіона Італії. Після цього Ба був відданий в оренду до «Перуджі», де отримав травму коліна. В 2001 році його знову було орендовано, цього разу марсельським «Олімпіком».
В 2003 році Ібрагім Ба остаточно покинув Мілан і перебрався в «Болтон Вондерерз», якому допоміг дістатися до фіналу Кубка Ліги 2003-04, зігравши в обох півфінальних матчах з «Астон Віллою». Тим не менш у фінальному матчі проти «Мідлсбро» в заявку команди не потрапив. Останній матч за Болтон він провів проти «Челсі» 13 березня 2004 року.
24 серпня 2004-го Ба підписав однорічний контракт з турецьким «Різеспором». 6 лютого 2005 року він був підписаний «Юргорденом» на два роки. В першому ж сезоні Ібрагім Ба з командою завоював титул чемпіона Швеції. На початку 2006 року контракт з клубом було достраково розірвано і Ба вже в січні покинув команду.
На початку 2007 року сенегалець повернувся до Італії, де для підтримання форми тренувався з командою з Серії C2 «Варезе». Влітку 2007-го він підписав однорічний контракт з «Міланом», проте в сезоні 2007-08 зіграв лише в одному матчі Кубка Італії. Після закінчення контракту Ба став працювати скаутом «Мілану» в африканських країнах.

## Титули і досягнення

### «Бордо»
- Кубок французької ліги
  - Фіналіст (1): 1996–97

### «Мілан»
- Чемпіонат Італії
  - Чемпіон (1): 1998–99
- Кубок Італії
  - Володар (1): 2002–03
  - Фіналіст (1): 1997–98

### «Болтон»
- Кубок англійської ліги
  - Фіналіст (1): 2003–04

### «Юргорден»
- Чемпіонат Швеції
  - Чемпіон (1): 2005
- Кубок Швеції
  - Володар (1): 2005